# 1968 v hudbě

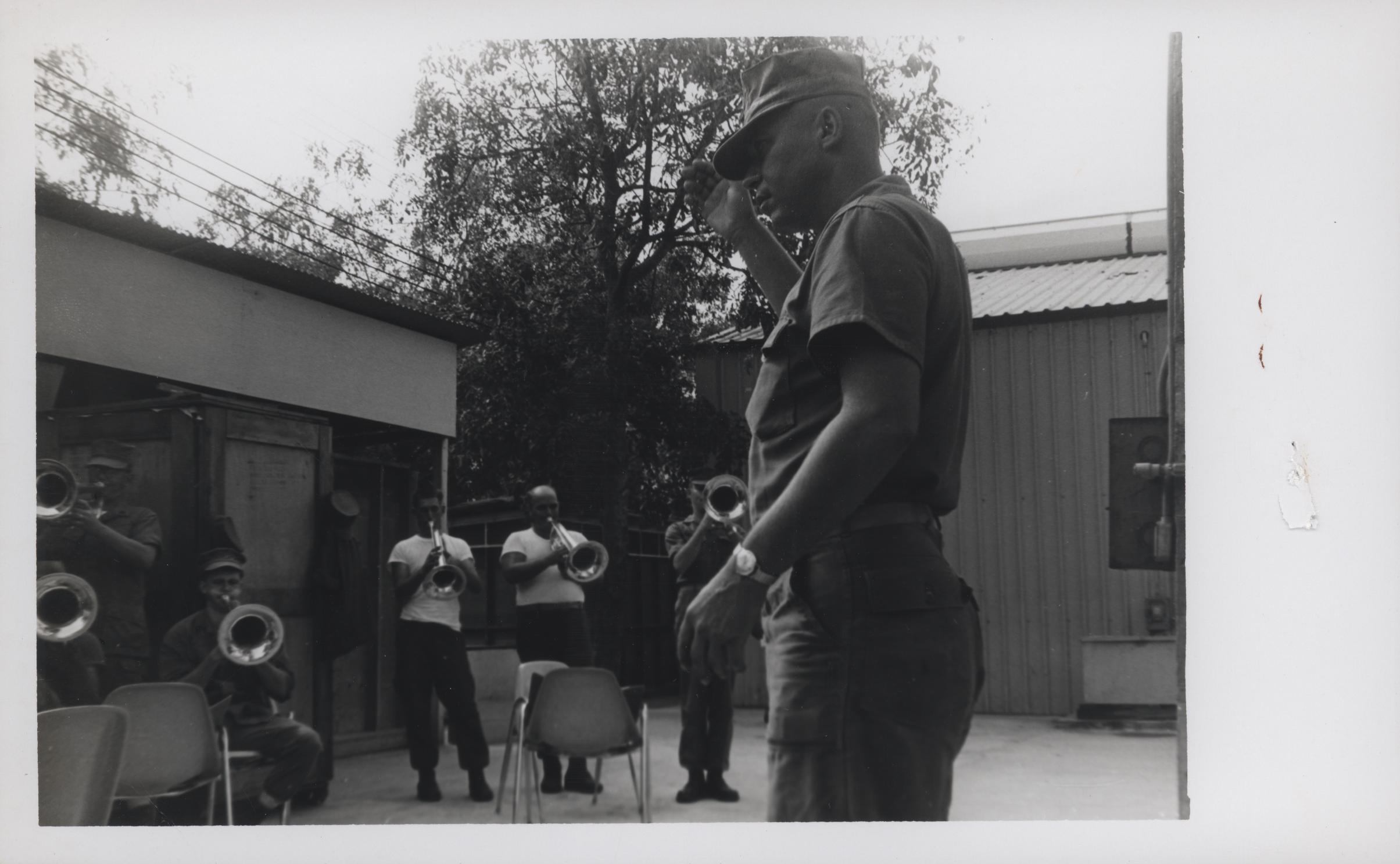
Kapela v roce 1968

Na této stránce naleznete seznam událostí souvisejících s hudbou, které proběhly roku 1968.

## Události
- 1968, Cardiff – (Wales), byla založena rocková skupina Budgie.

## Zemřeli
- 27. leden – Ludvík Podéšť (* 19. prosince 1921) – český hudební skladatel, dirigent, hudební redaktor a publicista
- 21. srpna – Karel Duba (* 29. září 1929) – český kytarista a hudební skladatel, zemřel při havárii autobusu v Mongolsku. Při této havárii zemřelo více českých zpěváků a muzikantů, což znamenalo zánik Orchestru Karla Duby.

## Hudební filmy
- Zločin v šantánu, tvůrci: Suchý,Šlitr

## Alba
domácí
- Synkopy 61 – Synkopy 61 (EP)

zahraniční
- Any Day Now – Joan Baez
- Anthem of the Sun – Grateful Dead
- Astral Weeks – Van Morrison
- Bare Wires – John Mayall
- The Beatles (The White Album) – The Beatles
- Beggars Banquet – The Rolling Stones
- The Best of the Lovin' Spoonful, Vol. 2 – Lovin' Spoonful
- Bill Evans at the Montreux Jazz Festival – Bill Evans
- The Birds, The Bees and The Monkees – The Monkees
- The Book of Taliesyn – Deep Purple
- Bookends – Simon and Garfunkel
- The Cheerful Insanity of Giles, Giles and Fripp – Giles, Giles and Fripp
- Child is Father to the Man – Blood, Sweat & Tears
- Crown of Creation – Jefferson Airplane
- Crusing with Ruben and the Jets – Frank Zappa
- Dance to the music – Sly & the Family Stone
- Diary of a Band 1– John Mayall
- Diary of a Band 2– John Mayall
- Dion(1968) – Dion
- Doc of the Bay – Otis Redding
- Dusty in Memphis – Dusty Springfield
- Electric Ladyland – The Jimi Hendrix Experience
- Folsom Prison Blues – Johnny Cash
- Gal Costa – Gal Costa (Brazílie)
- The Graduate (soundtrack) – Simon and Garfunkel
- Gri-Gri – Dr.John
- HEAD (Motion Picture Soundtrack) – The Monkees
- In the Groove – Marvin Gaye
- It's All About – Spooky Tooth
- Karyobin – Spontaneous Music Ensemble
- Lady Soul – Aretha Franklin
- Last Time Around – Buffalo Springfield
- Life – Sly and the Family Stone
- Love Is Blue – The Lawrence Welk Orchestra
- Magic Bus: The Who On Tour – The Who
- Mighty Garvy! – Manfred Mann
- Misty Blue – Ella Fitzgerald (Jazz)
- Music from Big Pink – The Band
- Music In a Doll's House – Family
- The Notorious Byrd Brothres – The Byrds
- Nuff Said – Nina Simone (Jazz)
- Ogden's Nut Gone Flake – The Small Faces
- Only the Greatest – Waylon Jennings
- Pentangle – The Pentangle
- The Perry Como Christmas Album – Perry Como
- Quicksilver Messenger Service – Quicksilver Messenger Service
- Recital na Boite Barroco – Maria Bethânia(Brazílie)
- The Resurrection of Pigboy Crabshaw – Paul Butterfield Blues Band
- A Saucerful of Secrets – Pink Floyd
- Scratching the Surface – The Groundhogs
- S.F. Sollow – Pretty Things
- Shades of Deep Purple – Deep Purple
- Spirit – Spirit
- Streetnoize – Brian Auger
- Taj Mahal – Taj Mahal
- The Natch'l Blues – Taj Mahal
- Tell Mama – Etta James
- Le Temps des Fleurs – Dalida
- Tighten Up – Archie Bell & the Drells
- There Goes My Everything – Don Cherry (Free Jazz)
- This Was – Jethro Tull
- Tonite Let's All Make Love in London – soundtrack (Pink Floyd,John Lennon, Yoko Ono, Mick Jagger, Vanessa Redgrave)
- Traffic – Traffic
- The Kinks Are the Village Green Preservation Society – The Kinks
- The Versatile – The Impressions
- Waiting for the Sun – The Doors
- We're a Winner – The Impressions
- We're Only in It for the Money – Frank Zappa & The Mothers of Invention
- Wheels of Fire – Cream
- White Light/White Heat – The Velvet Underground
- Who's Makin' Love – Johnnie Taylor
- You're All I Need – Marvin Gaye
- Heavy – Iron Butterfly
- In–A–Gadda–Da–Vida – Iron Butterfly

## Hity
domácí
- Marta Kubišová – Modlitba pro Martu
- Marta Kubišová – Dobrodružství s bohem panem
- Karel Gott – Lady Carneval
- Karel Černoch – Zrcadlo
- Pavel Dydovič – Bláznova ukolébavka
- Helena Vondráčková – Přejdi Jordán
- Olympic – Želva
- Petr Novák – Klaunova zpověď

zahraniční
- „Revolution“ – The Beatles
- „Hello, I Love You“ – The Doors
- „Hey Jude“ – The Beatles
- "Summertime" – Big Brother & The Holding Company(Janis Joplin)
- "Sunshine Girl" – Herman's Hermits
- "Suzie Q." – Creedence Clearwater Revival
- "Sweet Blindness" – The 5th Dimension
- "(Sweet Sweet Baby) Since You've Been Gone" – Aretha Franklin
- „Words“ – Bee Gees
- „Honey“ – Bobby Goldsboro
- „The House That Jack Built“ – Aretha Franklin
- „The Hurdy Gurdy Man“ – Donovan
- „Hush“ – Deep Purple
- „The Horse“ – Cliff Nobles & Co.
- "Take Time to Know Her" – Percy Sledge
- "This Wheel's on Fire" – Julie Driscoll, Brian Auger & The Trinity
- "Valleri" – The Monkees
- "What a Wonderful World" – Louis Armstrong
- "White Horses" – Jackie Lee
- "White Houses" – Eric Burdon & The Animals
- "With a Little Help from My Friends" – Joe Cocker